# 日本ジャバラ工業
日本ジャバラ工業（にっぽんジャバラこうぎょう）は、兵庫県神戸市に本社を置く、各種機械用ジャバラの製造・販売をしている会社。

## 概要
- 日本で最初の蛇腹専門メーカーである。

## 沿革
- 1960年11月 - 設立。
- 1967年6月 - 兵庫県三木市に三木工場を設立する。

## 営業所・工場
- 東京営業所
- 名古屋営業所
- 三木工場
- 上海工場